# Antoinette de Saxe-Cobourg-Saalfeld
La princesse Antoinette de Saxe-Cobourg-Saalfeld (Antoinette Ernestine Amalie ; 28 août 1779 – 14 mars 1824) est une princesse allemande de la Maison de Wettin. Par mariage, elle est duchesse de Wurtemberg. Par son fils aîné survivant, elle est l'aïeule de la Maison de Wurtemberg.
Née à Cobourg, elle est la seconde fille de François de Saxe-Cobourg-Saalfeld et d'Augusta Reuss-Ebersdorf. Elle est également la sœur aînée du roi Léopold Ier de Belgique et la tante à la fois de la reine Victoria et de son mari, le prince Albert. Ses grands-parents maternels sont Henri XXIV, Comte Reuss d'Ebersdorf et Caroline-Ernestine d'Erbach-Schönberg, et ses grands-parents paternels sont Ernest de Saxe-Cobourg-Saalfeld et Sophie-Antoinette de Brunswick-Wolfenbüttel.

## Biographie

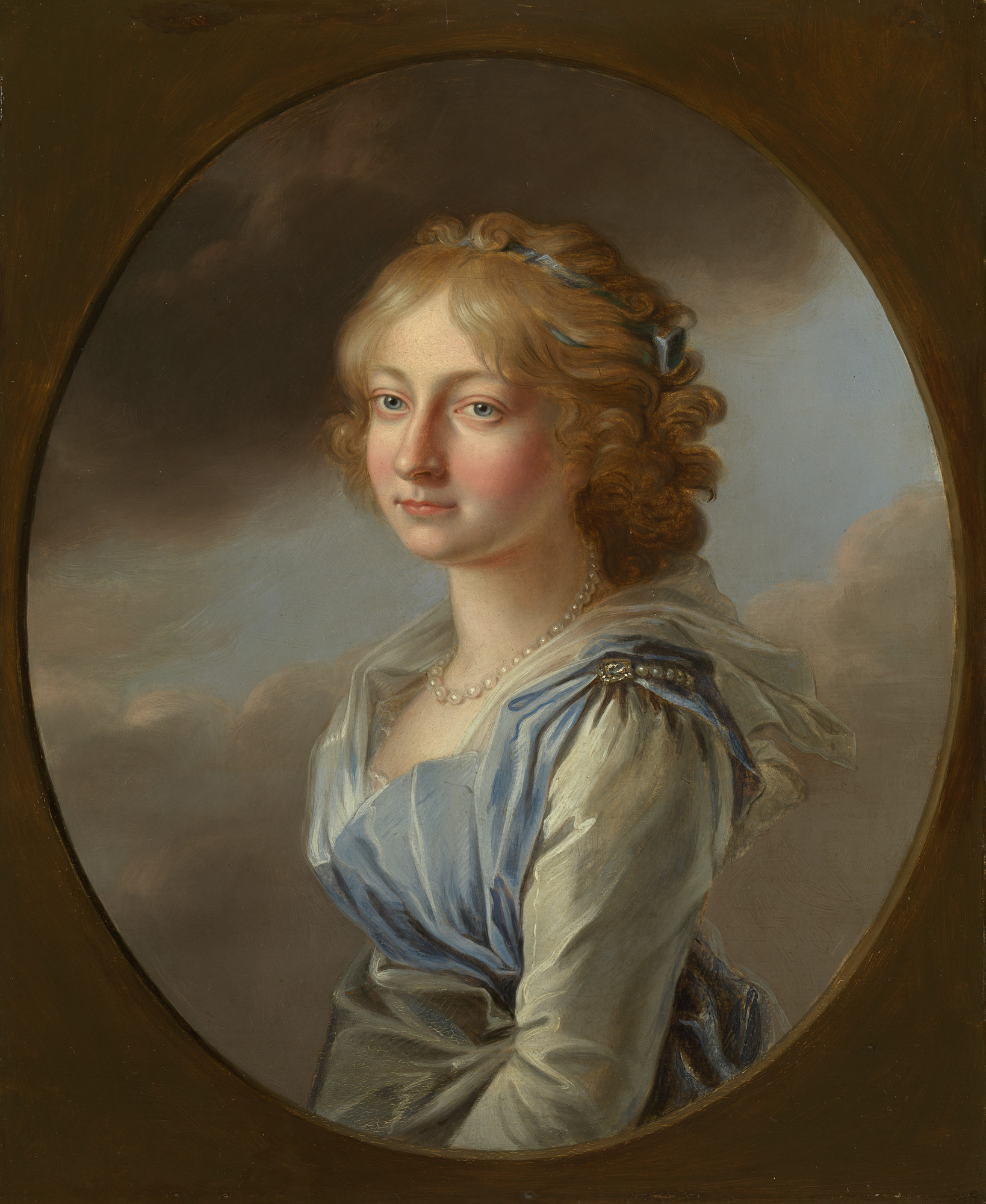
Antoinette Ernestine Amalie

À Cobourg, le 17 novembre 1798, elle épouse Alexandre de Wurtemberg. Le couple s'installe en Russie, où Alexandre, comme oncle maternel des deux empereurs Alexandre Ier et Nicolas Ier mène une carrière militaire et diplomatique.
Antoinette, qui est considérée comme influente, a reçu la Grand-Croix de l'Ordre de Sainte-Catherine.
Antoinette est morte à Saint-Pétersbourg. Elle est enterrée dans la crypte du château de Friedenstein à Gotha, où son mari et ses fils Paul et Frédéric sont également enterrés.
Selon la reine Louise de Prusse, Antoinette pourrait avoir eu un enfant illégitime. Son frère George écrit le 18 mai 1802 : « [...] Le couple Wurtemberg ne se parle pas depuis deux ans, mais elle était avec l'enfant et certainement le père était un certain Herr von Höbel. Je sais tout cela de la part du duc de Weimar, et c'est la vérité. »

## Descendance
- La duchesse Marie de Wurtemberg (1799-1860) mariée en 1832 à Ernest Ier de Saxe-Cobourg et Gotha.
- Le duc Paul de Wurtemberg (1800-1801).
- Alexandre de Wurtemberg (1804-1881), duc de Wurtemberg, marié en 1837 à Marie d'Orléans, fille du roi des Français, Louis-Philippe Ier;
- Le duc Ernest de Wurtemberg (1807-1868), marié en 1860 à Nathalie Eschhorn von Grünhof (1829-1905). Leur fille unique, Alexandra Nathalie Ernestine von Grünhof, épousa Robert von Keudell.
- Le duc Frédéric-Guillaume-Ferdinand de Wurtemberg (29 avril 1810 – 25 avril 1815).

## Honneur
- Dame grand-croix de l'ordre de Sainte-Catherine (Empire russe[4]).